# استفان شننان
استفان شننان (انگلیسی: Stephen Shennan؛ زادهٔ ۰ مهٔ ۱۹۴۹) انسان‌شناس، باستان‌شناس، و پژوهشگر است.
وی همچنین برندهٔ جوایزی همچون عضو آکادمی بریتانیا شده‌است.